# Huixtán

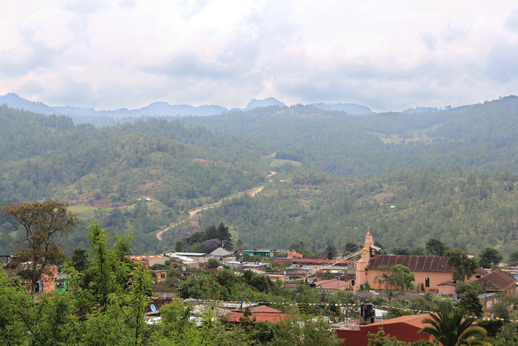
Huixtán - México

Huixtán é um município do estado do Chiapas, no México. A população do município calculada no censo 2005 era de 19.018 habitantes.